# Maitland Ward

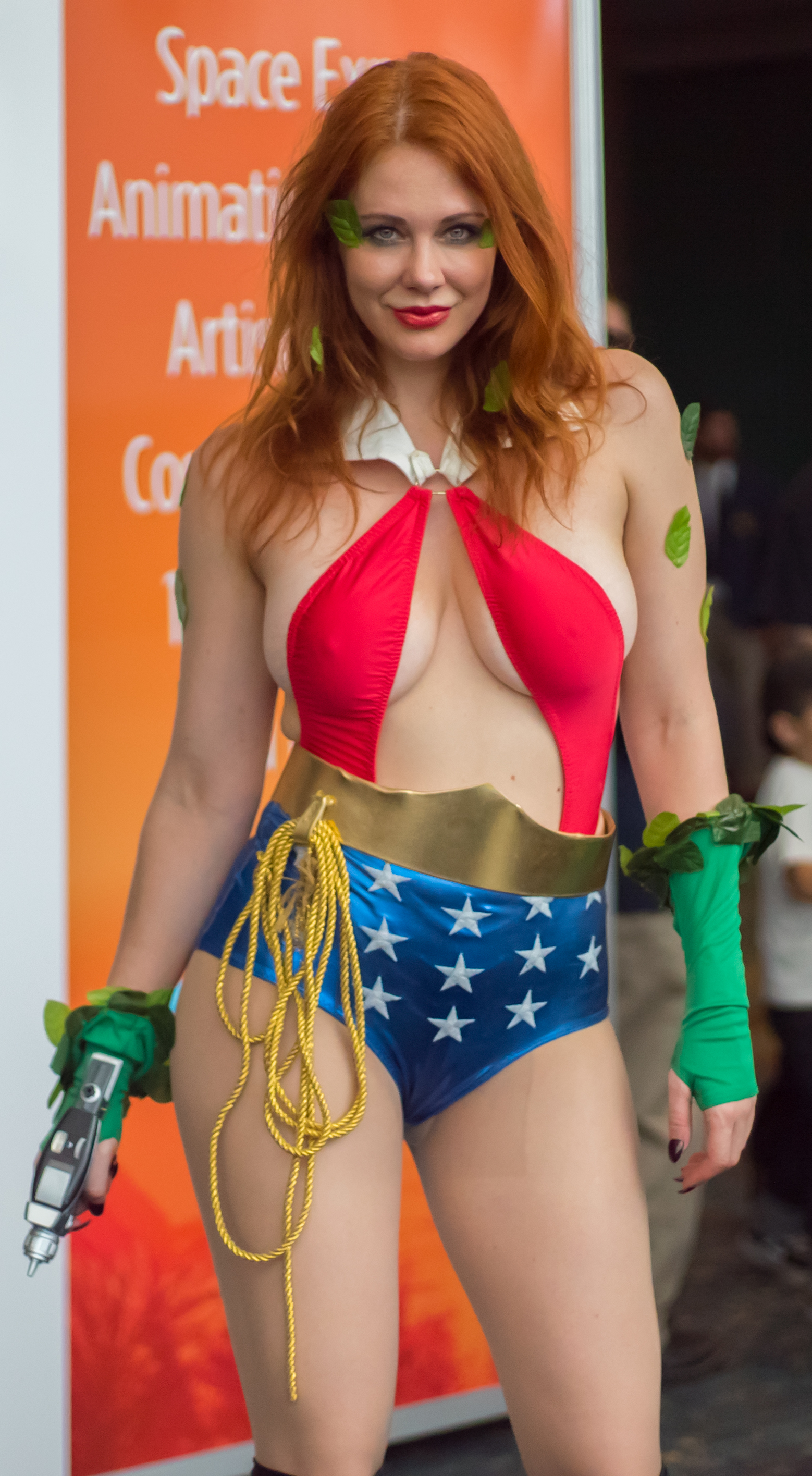
Maitland Ward i en cosplayförklädnad på Long Beach Comic Con, den 13 september 2015.

Ashley Maitland Welkos, känd professionellt som Maitland Ward, född 3 februari 1977 i Long Beach i Kalifornien, är en amerikansk porrskådespelerska, som tidigare har varit aktiv inom den vanliga skådespelarbranschen. Hon gjorde sin skådespelardebut i rollen som Jessica Forrester i CBS-såpoperan Glamour. Hon fortsatte sedan med att synas på film och TV under 2000-talet, och fick där en framträdande plats, då hon spelade rollen som Rachel McGuire i den sjätte och sjunde säsongen av sitcomserien Här är ditt liv, Cory, som sändes på TV-kanalen ABC. Efter att ha pensionerat sig från mainstreamskådespeleriet under år 2007, så började Ward med att göra framträdanden i mer pornografiska filmer, vilket hon har gjort från år 2019 och framåt.
Ward är gift med fastighetsmäklaren Terry Baxter, vilket hon har varit sedan den 21 oktober 2006. Hon har också studerat skrivande och manusförfattande vid New York University.

## Filmografi (i urval)
- 1994–1996 – Glamour (TV-serie)
- 1998 – Tummen mitt i handen (TV-serie)
- 1998–2000 – Här är ditt liv, Cory (TV-serie)
- 2002 – Boston Public (TV-serie)
- 2004 – White Chicks
- 2007 – Rules of Engagement (TV-serie)